# Narodni savez za slobodan mir
Narodni savez za slobodan mir (srp. Народни савез за слободан мир) bila je koalicija srpskih političkih stranaka u Bosni i Hercegovini koje su djelovale kao oporba prema vladajućoj Srpskoj demokratskoj stranci, obrazovana pred opće izbore 1996.
Narodni savez za slobodan mir proizašao je iz oporbene koalicije srpskih stranaka, Saveza za progres i mir suprotstavljenog prema Srpskoj demokratskoj stranci (SDS) u Republici Srpskoj. Savez za progres i mir sastojao se od pet stranaka, Socijalističke partije Republike Srpske, Jugoslavenske ljevice, Socijalno-liberalne stranke, Saveza nezavisnih socijaldemokrata i Nove radničke partije.
Vodeća stranka u Savezu, Socijalistička partija, kao i njezin predsjednik Živko Radišić, imala je dobre odnose s vlastima u Beogradu, Slobodanom Miloševićem i Mirom Marković. Pred opće izbore koji su se održali u listopadu 1996., Savez se OESS-u prijavio kao Narodni savez za slobodu i mir, što je uzeto kao privremeno rješenje jer se vođe stranaka nisu mogle dogovoriti oko boljeg naziva koalicije. Ime je donekle podsjećalo na dobre odnose Saveza sa Slobodanom Miloševićem i Mirom Marković zbog dvije posljednje riječi u nazivu, slobode i mira. Kada su se konačno vođe stranaka usuglasile oko naziva koalicije, već je bilo prekasno, jer je OESS već počeo tiskati glasačke listiće rabeći rečeni naziv.
Za srpskog člana Predsjedništva BiH, Narodni savez za slobodan mir kandidirao je Mladena Ivanića koji je izgubio izbore od SDS-ovog kandidata Momčila Krajišnika. Ivanić je završio drugi s 307 461 glasom (30%), a Krajišnik je odnio apsolutnu većinu sa 690 646 glasova (67,3%). U izborima za Zastupnički dom PS BiH, Narodni savez dobio je dva od ukupno 14 mogućih mandata s područja Republike Srpske, dok je vladajući SDS dobio devet.